# Neuvila (Puèi Domat)
Neuville és un municipi francès al Cantó de Bilhom (departament del Puèi Domat, la regió d'Alvèrnia-Roine-Alps). L'any 2007 tenia 332 habitants.

## Demografia

### Població
El 2007 la població de fet de Neuville era de 332 persones. Hi havia 150 famílies de les quals 44 eren unipersonals (24 homes vivint sols i 20 dones vivint soles), 49 parelles sense fills, 49 parelles amb fills i 8 famílies monoparentals amb fills.
La població ha evolucionat segons el següent gràfic:
Habitants censats

### Habitatges
El 2007 hi havia 201 habitatges, 148 eren l'habitatge principal de la família, 33 eren segones residències i 21 estaven desocupats. 197 eren cases i 3 eren apartaments. Dels 148 habitatges principals, 124 estaven ocupats pels seus propietaris, 14 estaven llogats i ocupats pels llogaters i 9 estaven cedits a títol gratuït; 4 tenien dues cambres, 16 en tenien tres, 39 en tenien quatre i 88 en tenien cinc o més. 108 habitatges disposaven pel capbaix d'una plaça de pàrquing. A 57 habitatges hi havia un automòbil i a 76 n'hi havia dos o més.

### Piràmide de població
La piràmide de població per edats i sexe el 2009 era:
| Homes | Edats   | Dones |
| ----- | ------- | ----- |
| 0     | 95 o +  | 0     |
| 0     | 90 a 94 | 0     |
| 0     | 85 a 89 | 4     |
| 0     | 80 a 84 | 8     |
| 12    | 75 a 79 | 8     |
| 12    | 70 a 74 | 8     |
| 0     | 65 a 69 | 4     |
| 0     | 60 a 64 | 4     |
| 12    | 55 a 59 | 4     |
| 12    | 50 a 54 | 12    |
| 16    | 45 a 49 | 12    |
| 8     | 40 a 44 | 32    |
| 16    | 35 a 39 | 4     |
| 8     | 30 a 34 | 4     |
| 4     | 25 a 29 | 12    |
| 12    | 20 a 24 | 0     |
| 8     | 15 a 19 | 8     |
| 8     | 10 a 14 | 16    |
| 4     | 5 a 9   | 4     |
| 4     | 0 a 4   | 0     |

## Economia
El 2007 la població en edat de treballar era de 224 persones, 179 eren actives i 45 eren inactives. De les 179 persones actives 165 estaven ocupades (92 homes i 73 dones) i 14 estaven aturades (8 homes i 6 dones). De les 45 persones inactives 20 estaven jubilades, 15 estaven estudiant i 10 estaven classificades com a «altres inactius».

### Ingressos
El 2009 a Neuville hi havia 154 unitats fiscals que integraven 369 persones, la mediana anual d'ingressos fiscals per persona era de 17.205 €.

### Activitats econòmiques
Dels 16 establiments que hi havia el 2007, 1 era d'una empresa alimentària, 1 d'una empresa de fabricació de material elèctric, 2 d'empreses de fabricació d'altres productes industrials, 4 d'empreses de construcció, 1 d'una empresa de comerç i reparació d'automòbils, 1 d'una empresa de transport, 2 d'empreses d'hostatgeria i restauració, 2 d'empreses immobiliàries, 1 d'una empresa de serveis i 1 d'una empresa classificada com a «altres activitats de serveis».
Dels 5 establiments de servei als particulars que hi havia el 2009, 1 era un taller de reparació d'automòbils i de material agrícola, 1 fusteria, 1 lampisteria, 1 electricista i 1 agència immobiliària.
L'any 2000 a Neuville hi havia 23 explotacions agrícoles que ocupaven un total de 915 hectàrees.

## Equipaments sanitaris i escolars
El 2009 hi havia una escola elemental integrada dins d'un grup escolar amb les comunes properes formant una escola dispersa.

## Poblacions properes
El següent diagrama mostra les poblacions més properes.